# Fundo da Marinha Mercante
O Fundo de Marinha Mercante (FMM) financia as indústrias de construção naval e transporte aquaviário no Brasil, visando atrair o investimento privado à Marinha Mercante. A construção naval brasileira é quase exclusivamente financiada através do FMM, que é, portanto, um dos principais instrumentos de política para o setor. O FMM também financia projetos científicos e tecnológicos, a capacitação de recursos humanos e, para a Marinha do Brasil, a construção de navios auxiliares, hidrográficos e oceanográficos. O Ministério dos Transportes administra o sistema através do Conselho Diretor do Fundo da Marinha Mercante (CDFMM).
O fomento público é oferecido através de linhas de crédito a longo prazo, para a construção de estaleiros e embarcações, e a destinação direta de recursos às empresas de navegação. Os recursos são oriundos da amortização e juros de seus financiamentos e de uma fonte própria, o Adicional de Frete da Marinha Mercante (AFRMM), que é cobrado basicamente sobre as importações nos portos brasileiros, consistindo numa alíquota sobre o frete cobrado pelos armadores. A gestão dos contratos cabe a bancos federais como o BNDES, a Caixa Econômica Federal e o Banco do Brasil.
O FMM foi criado em 1958, no governo Juscelino Kubitschek, como parte de medidas mais amplas para revitalizar a Marinha Mercante. Nas duas décadas seguintes, a indústria nacional de construção naval teve grande desenvolvimento. Uma análise econômica publicada em 2005 na revista Maritime Policy & Management concluiu que o sistema é um subsídio dos consumidores aos construtores e proprietários das embarcações, mas não reduziu as importações ou tampouco levou a decisões logísticas ineficientes. Por outro lado, ele não promoveu a competitividade da construção naval.